# Pyarjung
Pyarjung (en népalais : प्यार्जुङ) est un comité de développement villageois du Népal situé dans le district de Lamjung. Au recensement de 2011, il comptait 1 739 habitants.